# Женщина-полицейский (телесериал)
«Женщина-полицейский» (англ. Police Woman) — американский телесериал с Энджи Диккенсон в главной роли, который выходил в эфир на NBC в течение четырёх сезонов, с 13 сентября 1974 по 29 марта 1978 года. За это время было снято 92 эпизода.
Police Woman стал первой успешной драмой в истории американского прайм-тайм телевидения, где женщина играла главную роль. Успех Энджи Дикинсон вдохновил телеканалы сделать в последующие годы несколько похожих шоу с женщинами на ведущих ролях, такие как «Ангелы Чарли», Wonder Woman и The Bionic Woman в 1970-х, и «Кэгни и Лэйси» в 1980-х. Успех сериала повлёк волну заявок от женщин со всей страны на работу в полиции.
Дикинсон выиграла премию «Золотой глобус» за лучшую женскую роль в телевизионном сериале — драма в 1975 году, а также трижды была номинирована на «Эмми» за лучшую женскую роль в драматическом телесериале.
В феврале 1976 г. президент Джеральд Форд перенёс на другой день свою пресс-конференцию, чтобы не пропустить свой любимый сериал Police Woman.